# Aiton (Cluj)
Aiton (deutsch Eiten, ungarisch Ajton) ist eine Gemeinde im Kreis Cluj in der Region Siebenbürgen in Rumänien.

## Geschichte
Das Gebiet von Aiton war schon im Neolithikum, sowie von den bronzezeitlichen Coţofeni-, Schneckenberg- und Wietenberg-Kulturen dicht besiedelt. Ferner fanden sich Siedlungshorizonte der Hallstatt- und der Latènezeit. Zu Beginn des zweiten Jahrhunderts errichteten die Römer dort einen Vicus mit einer Mansio. Die römische Fernstraße von Apulum über Potaissa nach Napoca führte durch den Ort. Dadurch wurde Aiton zum Fundort des so genannten Miliariums von Aiton, eines Meilensteins, der die Entfernung nach Potaissa angibt.

## Bevölkerung
1910 lebten im Ort 2184 Einwohner rumänischer und ungarischer Nationalität, 1966 1433 Rumänen und 456 Ungarn. Nach der Volkszählung von 2002 waren 1154 Rumänen und 181 Ungarn registriert.